# バービーのくるみ割り人形
『バービーのくるみ割り人形』（バービーのくるみわりにんぎょう、原題: Barbie in The Nutcracker）は、2001年10月23日にアメリカ合衆国とカナダより発売されたバービーのコンピュータアニメーション映画作品（オリジナルビデオ、日本でいうOVA）。バービーシリーズ映画作品の1作目であり、『くるみ割り人形』をベースに展開されている。
アメリカ合衆国では、2001年10月23日にアルチザン・エンタテインメントよりVHS&DVDで発売されたが、2010年10月3日にユニバーサル・スタジオ・ホーム・エンターテイメントよりDVDで再発売された。
日本では劇場未公開。2001年11月2日にCIC・ビクター ビデオより日本語吹替版のVHS（規格品番：USMB-40004）が発売されている。現在、DVDで発売されていない。パッケージのタイトルは『バービーのくるみ割人形』である。

## キャスト
| 役名                         | 俳優                           | 日本語吹き替え |
| ---------------------------- | ------------------------------ | -------------- |
| バービー／クララ             | ケリー・シェリダン             | 柚木涼香       |
| くるみ割り人形／エリック王子 | マーク・ヒルドレス             | 緑川光         |
| ネズミの王様                 | ティム・カリー                 | 宮澤正         |
| ピム                         | ピーター・ケラミス             | 上田祐司       |
| ミント少佐                   | クリストファー・ゲイズ         | 麦人           |
| キャンディ大尉               | イアン・ジェームズ・コーレット | 野島健児       |
| ドロッセルマイヤー           | フレンチ・クライヴティクナー   | 塚田正昭       |
| エリザベス／フクロウ         | キャスリーン・バー             | 高島雅羅       |
| メイド                       | キャシー・ウェスラック         | 京井幸         |
| トミー                       | アレックス・ドッドク           | 半場友恵       |
| ケリー                       | シャンタル・ストランド         | 白鳥由里       |
| ペパーミントガール           | ブリット・マッキリップ         | 中山さら       |
| ジンジャーブレッドボーイ     | ダニー・マッキノン             | 小桜エツ子     |

## 日本語版制作スタッフ
- 翻訳：佐藤恵子
- 演出：三好慶一郎
- 日本語版制作：東北新社